# Aman (Tolkien)
 Denne artikel omhandler Aman (Tolkien). Opslagsordet har også en anden betydning, se Aman (IDF).
Aman er et fiktivt kontinent, der omtales i fantasy-romanen Silmarillion af den engelske forfatter J.R.R. Tolkien. Aman omtales i bogen som "De udødelige lande" eller "Det velsignede rige". I den tidsperiode, hvor Silmarillion foregår, lå kontinentet vest for Midgård, men i den tidsperiode, hvor Ringenes Herre foregår, er hele kontinentet skjult og utilgængeligt. Dog kunne elverne rejse til Aman men så aldrig rejse tilbage igen, og ved afslutningen af Ringenes Herre får ringbærerne lov til at rejse til Aman.
Aman var hjemsted for gudernes i Tolkiens mytologi, Valarne og Maiarne og desuden for de 3 æter af Eldar-elvere: Vanyar, Noldor og en gruppe af Teleri. Disse boede alle i landet Valinor.

## Valinor
Valinor var det "land" på Aman som var beboet af Valarne, Maiarne og Eldarene. Her lå hovedbyen Valimar, hvor en stor del af Valarne og Mariarne holdt til. Her stod "De to træer", Telperion og Laurelin, hvis lys Fëanor fangede i Silmarillerne, og som siden blev ødelagt af Melkor. Her var også hoffet for alle elvernes storkonge, højelvernes konge, Ingwë, og noldornes konge Finwë.
| Fiktion | Spire Denne artikel om en historie eller noget fiktivt er en spire som bør udbygges. Du er velkommen til at hjælpe Wikipedia ved at udvide den. |